# Steve Enríquez
Steve Javier Enríquez Gallo (Santander, 1 de marzo de 1992) es un exfutbolista, jugador de póquer profesional y presentador de televisión español. 
Fue jugador de fútbol en las categorías inferiores de Osasuna, Racing de Santander y Gimnástica de Torrelavega. Llegó a debutar con el Racing B y año más tarde jugó para varios equipos de Tercera División cómo Club Deportivo Subiza, Club Deportivo Beti Onak, y Sociedad Deportiva Barreda Balompié.
Comenzó la carrera de ingeniería de Telecomunicaciones, pero la abandonó para estudiar comunicación. Se convierte en jugador profesional de póquer en el año 2010 cosechando grandes resultados online. En 2011 comienza su carrera como coach y en 2013 ficha por PokerStars hasta el año 2017. En 2014 consigue su primer gran resultado en el torneo High Roller del Estrellas Poker Tour de Marbella quedando en 2.ª posición. Más tarde en 2016 alcanza uno de sus mejores resultados al ser Campeón de España en Madrid, aunque en la clasificación general acabó subcampeón siendo adelantado en el último momento. En 2018 obtiene el mejor resultado online de su carrera al acabar en 2.ª posición en el torneo en línea más grande de la historia del póquer en España hasta la fecha.

## Biografía
Nacido en Santander, pero de Torrelavega, destacó en el fútbol desde pequeño. Se mudó a Pamplona dónde comenzó su carrera profesional en el año 2002, jugando para el Club Atlético Osasuna. En 2006 regresa a Torrelavega y tras rechazar al Racing de Santander, firma por la Amistad de Torrelavega dónde se convierte en máximo goleador de sus categorías durante dos años seguidos. Tras esto, acepta en el mercado de invierno de 2007 una oferta del Racing de Santander para ingresar en su equipo juvenil donde permanece dos años, llegando a debutar con el Racing B. En 2009 rescinde su contrato con el Racing de Santander para formar parte de la Gimnástica de Torrelavega. En su último año de juveniles, decide no continuar su andadura en el fútbol cántabro y firma por el Chantrea —filial del Athletic de Bilbao— dónde se lesiona de gravedad en el tobillo y se pierde más de media temporada.
Tras su etapa juvenil, acaba jugando en Tercera División Navarra en el Club Deportivo Subiza, más tarde en el Club Deportivo Beti Onak y en su último año en activo, regresa a Cantabria a Tercera División Cántabra para probar suerte en el Sociedad Deportiva Barreda Balompié. Sin embargo los resultados no acompañan y se retira del fútbol en la temporada 2015-2016.

### Póquer
Descubre el póquer a finales de 2009 a través de la escuela de póquer PokerStrategy dónde se forma y empieza a desarrollar su propia estrategia de juego. En verano de 2011 esta misma escuela le contrata como entrenador y productor de vídeos causando gran éxito en España y Latinoamérica. Esto hace que la empresa más grande del sector, PokerStars, se fije en él como su imagen para su empresa en España. Se convierte así en el jugador español más joven en formar parte del equipo de PokerStars España.
Alterna sus labores como imagen de la marca con grandes resultados en el póquer en línea, y es en 2014 cuando logra su primer gran triunfo alcanzando la 2.ª posición en el torneo High Roller del circuito Estrellas Poker Tour. Es a partir de 2015 cuando deja de jugar en línea y se centra más en los torneos presenciales, obteniendo grandes resultados en Las Vegas en torneos de las WSOP. 
En 2016 logra una de las hazañas más importantes de su carrera al quedar Campeón de España en la parada de Madrid. Finalmente terminaría como subcampeón en el computo global, al verse superado a los puntos por su rival Lirong Hu Yu. A partir de ahí se muda a Malta para dedicarse de lleno a los torneos, y sigue cosechando muy buenos resultados, tanto en línea, como presencialmente. En el año 2018 en la celebración del primer torneo en línea de la historia con un millón de euros garantizado, logra la segunda posición tras derrotar a más de 4100 jugadores en el torneo en línea más grande de la historia del póquer en España hasta la fecha.
En mayo de 2019 se anuncia su fichaje como embajador de PokerStars como miembro de su Team Pro Online.
En abril de 2023 tras no llegar a un entendimiento con PokerStars termina su relación para pasar a formar parte de la sala de póquer número 1 del mundo, GG Poker.
Se estima que desde sus inicios ha conseguido superar la cifra de tres millones de dólares en premios.

### Televisión
En 2013 comienza su carrera en televisión gracias a convertirse en una de las voces del póquer —junto a Francisco Medina y Guillermo Sanz—, acompañando a todos los españoles y latinoamericanos en las retransmisiones del European Poker Tour de PokerStars desde Barcelona, Bahamas, Praga, Montecarlo, San Remo, Dublín, Malta y Londres. Participa también en la grabación de varios episodios emitidos en Antena 3 y La Sexta.
Durante sus andaduras en televisión, ha participado en programas como "Esto es póker" emitido en Intereconomía, donde quedó semifinalista. También participó en Movistar+ como invitado en el canal Non Stop People donde estuvo charlando sobre póquer y actualidad.
Ha colaborado en la grabación de varios vídeos de YouTube con los youtubers Sr Cheeto y NexxuzHD, los cuales promocionaron un programa llamado Poker Battle que enfrentaba a ambos youtubers jugando al póquer. Steve ejercía la labor de presentador del programa y se obtuvo una gran audiencia en toda España y Latinoamérica.

## Trayectoria

### Fútbol
| Club                                    | País   | Año       |
| --------------------------------------- | ------ | --------- |
| Club Atlético Osasuna                   | España | 2002-2006 |
| Amistad de Torrelavega                  | España | 2006–2007 |
| Real Racing Club de Santander           | España | 2007-2009 |
| Real Sociedad Gimnástica de Torrelavega | España | 2009-2010 |
| Unión Deportiva Cultural Chantrea       | España | 2010–2011 |
| Club Deportivo Subiza                   | España | 2011-2013 |
| Club Deportivo Beti Onak                | España | 2013–2015 |
| Sociedad Deportiva Barreda Balompié     | España | 2015-2016 |